# Monumentenbureau van Aruba
Het Monumentenbureau is op 1 januari 1996 opgericht en is een overheidsdienst van het Land Aruba, nadat in december 1994 de Monumentenraad was ingesteld. Daarna op 17 juni 1996 werd de Stichting Monumentenfonds Aruba ingesteld. Deze drie organen worden samen de Monumentenzorg van Aruba genoemd. Ze ressorteren alle drie onder de Minister belast met cultuur aangelegenheden. De Monumentenraad is het adviesorgaan die gevraagd of ongevraagd advies aan de Minister geeft. De Stichting Monumentenfonds Aruba is een zelfstandig rechtspersoon, eigenaar van een aantal beschermde monumenten en het financieel orgaan. Het Monumentenbureau is een gespecialiseerde overheidsdienst belast met al de algemene aangelegenheden betreffende monumenten en is ook het technisch orgaan.
Het Monumentenbureau heeft als doelstelling de bescherming, het behoud en herstel van archeologische en bouwkundige monumenten zorg te dragen en is belast met de toepassing en naleving van de Monumentenverordening (AB 1991 no. GT 46, inclusief alle wijzigingen) door stimulerend, normerend en controlerend op te treden.
Om haar doelstelling na te kunnen leven heeft het Monumentenbureau de volgende taken:
- Het opstellen van normen en criteria voor het inventariseren en aanwijzen van monumenten, alsmede het voordragen en registreren van beschermde monumenten;
- Het doen van aanwijzingen van monumenten tot het proces van bescherming namens de minister belast met cultuuraangelegenheden;
- Het uitvoeren vanaf de start van restauratieprojecten van overheidsmonumenten inclusief hun eventuele uitbreidingen, voorbereiden, aanbesteding gereed maken toezicht houden en coördineren en directie voeren tot en met de oplevering;
- Het beoordelen van aanvragen voor monumentenvergunningen, alsmede het afgeven van de monumentenvergunningen, namens de Minister belast met cultuuraangelegenheden;
- Het voorbereiden van het door het Land Aruba te voeren algemeen monumentenbeleid in het kader van de monumentenzorg;
- Het voorbereiden van het door het Land Aruba te voeren algemeen subsidiebeleid in het kader van de monumentenzorg;
- Het voorbereiden van het technisch beleid in het kader van de monumentenzorg, conform de internationale verdragen aangaande monumenten;
- Aanbesteding gereed maken en coördineren, toezicht houden en directie voeren van restauraties van beschermde monumenten in eigendom van het Land Aruba;
- Het verstrekken van voorlichting, geven van advies en het doen van onderzoek op het gebied van de monumentenzorg;
- Het ambtshalve uitvoeren van de werkzaamheden van de secretaris van de Monumentenraad;
- Het uitvoeren van alle werkzaamheden in nader door de Minister belast met cultuuraangelegenheden te verstrekken instructies en richtlijnen.[2]

Het monumentenbeleid, specifiek het algemeen beleid en technisch beleid zijn inmiddels omschreven en vastgelegd in het Monumentenhandboek Aruba. Versie 1.0 van d.d. 10 juni 2016 was op 8 september 2016 goedgekeurd en versie 2.0 van 22 juni 2018 was op 24 augustus 2018 goedgekeurd door de overheid. In het handboek zijn alle wetten opgenomen, de selectiecriteria voor monumenten en categorisering van A- en B-monumenten, de lijst van huidige beschermde monumenten, het vergunningstelsel en het kleurenschema dat geaccepteerd wordt voor monumenten met de B-classificatie indien ze wensen af te wijken van de originele kleurstelling.
Het Monumentenbureau heeft een databank bestaande uit momenteel 322 gebouwen en objecten waarvan 36 de beschermde status beschikken. De databank bevat ook de registerbladen van de beschermde monumenten alsook de waarde stellende en redengevende omschrijvingen van deze gebouwen, objecten en complexen van ten minste 50 jaar oud. In 1999 werd de eerste databank van monumenten opgesteld en nu is er al een 3de monumentendatabank.